# Сесквитерпены
Сесквитерпе́ны (от сескви-, «полтора», также полуторатерпены) — обширная группа органических соединений класса терпенов, в состав которой входят углеводороды от С15Н24 до С15Н32, а также их кислородные производные — спирты, альдегиды, кетоны (последние обычно называются сесквитерпеноидами). Наиболее широко распространены в растениях из семейств Magnoliaceae, Rutaceae, Cornaceae и Asteraceae, также найдены и в секреторных выделениях насекомых.

## Классификация
| (E)-β-фарнезен | (Z)-β-фарнезен |
|                |                |

Сесквитерпены классифицируются по степени циклизации углеродного скелета, однако из-за того, что число соединений и структурных вариантов в ряду сесквитерпенов большое, также учитывается и пространственная структура молекулы. Классификацию данной группы веществ обычно проводят по группам:
- алифатические сесквитерпены — имеют 4 двойные связи (соединения типа фарнезана, например β-фарнезен, фарнезол, неролидол);
- моноциклические сесквитерпены — имеют 3 двойные связи (соединения групп: бисаболана, например, α- и β-бисаболены, куркумен; гумулана, например, α-гумулен; элемана, например, δ- и γ-элемены; гермакрана, например, гермакрен-D);
- бициклические сесквитерпены — 2 двойные связи (разделяются на группы: кадинана, например α-, γ-, δ- и ε-кадинены; муролана, например α-, γ- и ε-муролены; булгарана, например, ε-булагарен; аморфана, например α-аморфен; селинана, например α-селинен, сибирен; кариофиллана, например, кариофиллен);
- трициклические сесквитерпены — 1 двойная связь (делятся на группы: лонгифолана, например, лонгифолен, изолонгифолен, α-лонгипинен; илангана, например α- и β-илангены; копана, например α- и β-копаены);
- тетрациклические сесквитерпены — двойные связи отсутствуют (например, лонгициклен и циклосативен).

## Физические свойства
Полуторатерпены представляют собой вязкие жидкости или легкоплавкие кристаллические вещества с запахом, который определяет растения, в которых они содержатся. Многие сесквитерпены и их производные биологически активны.

## Химические свойства
Сесквитерпены — реакционноспособные соединения, они быстро окисляются на воздухе и изменяются при нагревании, вступают в реакции с галогенами и галогеноводородами, озоном, хлорноватистой кислотой, хлоридом нитрозила, оксидом азота(III), азотным тетраоксидом. Способны гидрироваться, дегидрироваться и др.

## Получение
Основной способ получения сесквитерпенов из природного сырья — ректификация, газо-жидкостная и адсорбционная хроматография либо сочетание этих методов.

## Применение
Применяются в парфюмерии как душистые вещества и фиксаторы запахов, а также в медицине, например, в качестве антигельминтных средств. Также используются в роли регуляторов роста растений, компонентов феромонов насекомых и как биохимические маркеры нефти для прогнозирования её запасов.